# مطبخ ليتواني
يتميز المطبخ الليتواني باستخدام منتجات تلائم المناخ البارد والرطب في ليتوانيا، مثل الشعير، والبطاطا، والشيلم مزروع، والشمندر، والخضراوات الورقية، التوت، والفطر الذي يُزرع محليًا. تُعد منتجات الألبان واحدة من التخصصات البارزة فيه. كما كان تستخدم طرق متنوعة لتخليل الطعام لحفظه خلال فصل الشتاء. تُعد الأَحْسِيَة من الأطباق الأساسية والشائعة ويُنظر إليها كعنصر هام لصحة جيدة. ونظرًا لتشارك المناخ والممارسات الزراعية مع أوروبا الشمالية، فإن للمطبخ الليتواني أوجه تشابه كثيرة مع جيرانه في دول البلطيق والدول الشمالية الأخرى.

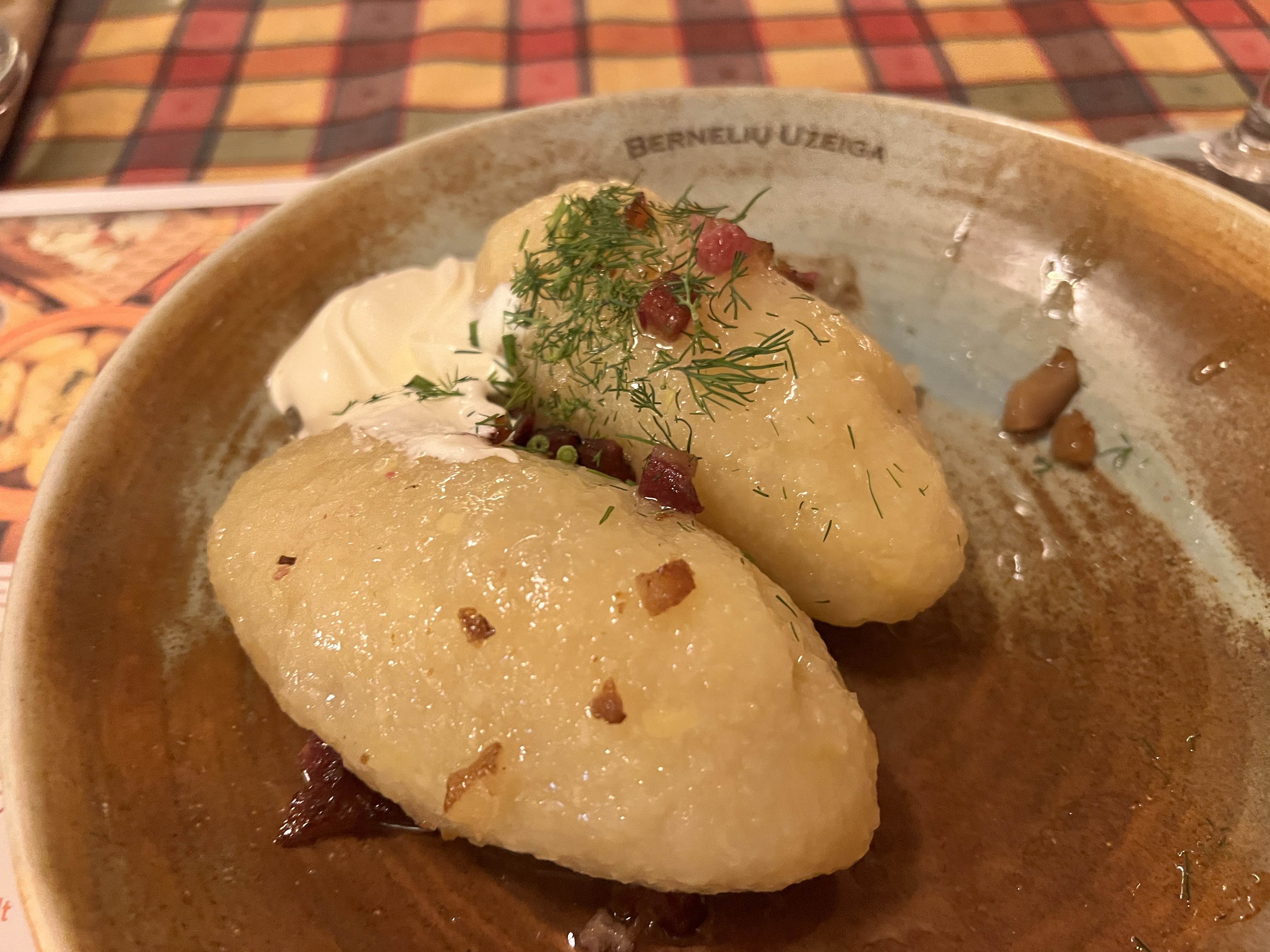
Cepelinai مع الكريمة الحامضة ولحم مقدد مفروم

تشكلت تقاليد الزراعة وجمع الطعام الطويلة بالإضافة إلى تأثيرات متنوعة عبر تاريخ البلاد ملامح المطبخ الليتواني.[بحاجة لمصدر]
تأثرت المأكولات الليتوانية بالتقاليد الألمانية، التي قدمت أطباقًا تعتمد على لحم الخنزير والبطاطا مثل البودينغ المصنوع من البطاطا (kugelis أو الكوجل) والأمعاء المحشوة ببطاطا مهروسة (vėdarai)، إلى جانب كعكة الشجرة الباروكية المعروفة باسم شكوتس. كما كان النبلاء الليتوانيون يوظفون طهاة فرنسيين، مما أدى إلى إدخال التأثير الفرنسي إلى ليتوانيا.
التأثير الأكثر غرابة يأتي من المطبخ الشرقي (قريميين)، مع انتشار طبق kibinai في ليتوانيا. يتشارك الليتوانيون مع الشعوب الأخرى التي عاشت في دوقية ليتوانيا الكبرى في بعض الأطباق والمشروبات. علاوة على ذلك، أثر المطبخ الليتواني على المطبخ الروسي ووالبولندي.

### تاريخ

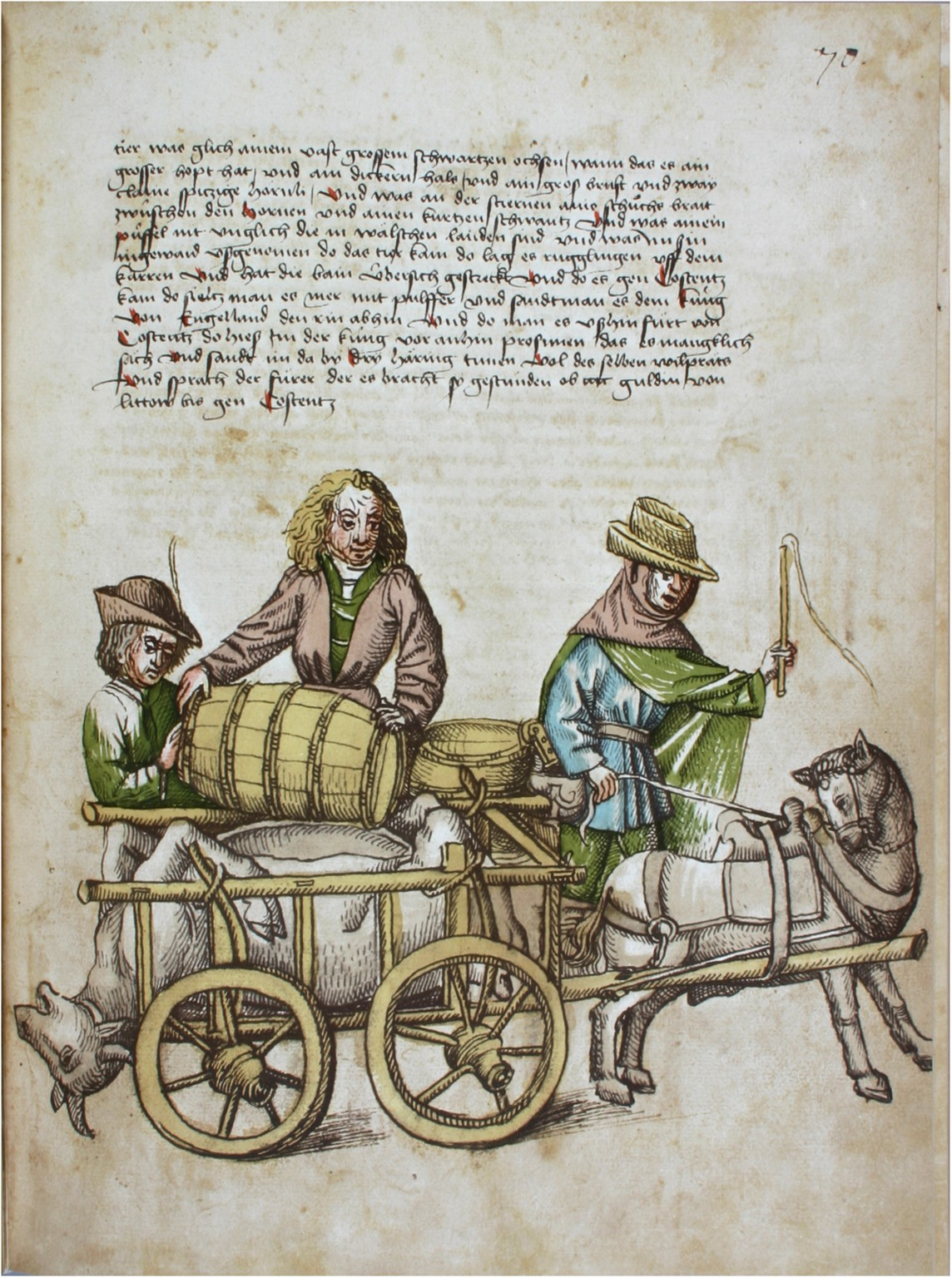
ثور مملح بالملح وبرميل بيرة وأطعمة أخرى من ليتوانيا أُرسلت إلى وليمة مجلس كونستانس. (Rosgartenmuseum Konstanz, Hs. 1, Richental: Konzilschronik)

أقدم الإشارات إلى الطعام والزراعة لدى شعوب البلطيق (Aestii) وعاداتهم ذات الصلة تأتي من تاسيتس حوالي عام 98 م، حيث ذكر: "يزرعون الحبوب والمحاصيل الأخرى بمثابرة غير معتادة بين الألمان الخاملين."
في القرن التاسع، أشار الرحالة وولفستان من هيدبي ‏ إلى استخدام الميد (شراب مخمر بالعسل) بين غرب البلطيق، قائلاً: "هناك الكثير من العسل والصيد. يشرب الملك وأقوى الرجال لبن الأفراس، بينما يشرب الفقراء والعبيد الميد. ... لا يتم تخمير الجعة بين شعب الاستي، لكن هناك وفرة من الميد."
في القرن الرابع عشر، كانت ليتوانيا تزرع تقريبًا جميع أنواع محاصيل الحبوب المعروفة حاليًا، بالإضافة إلى المحاصيل البقولية، لكن الشيلم المزروع كان الأكثر شعبية نظرًا لأنه كان أسهل نموًا في مناخ شمال أوروبا وكان محصوله أكثر استقرارًا. في موقع تل مايشياغالا في طبقة تعود إلى القرن 13–14، تم العثور على حوالي 20 نوعًا من الحبوب والبقول المختلفة، بما في ذلك الشيلم الشتوي والصيفي، القمح، الشعير، الشوفان، الدخن، الحنطة السوداء، العدس، البيقية، البازلاء، والفول العريض.
في العصور الوسطى، كان الصيد الوسيلة الرئيسية للحصول على اللحوم. يُعرف أن فيتاوتاس الكبير قبل معركة جرونفالد نظم صيدًا واسعًا في غابة بياوفيجا وقام بإعداد براميل من اللحوم المملحة لتزويد الجيش. كانت اللحوم البرية أيضًا غذاءً أساسيًا للنبلاء، حيث كان يتم صيد البيسون الأوروبي، والأرخص، والغزلان.
شهدت ليتوانيا حروبًا طويلة (حوالي 200 عام) مع النظام التوتوني، كما حافظت على علاقات دبلوماسية معه تم خلالها تبادل الهدايا المختلفة. على سبيل المثال، يُعرف أن النظام التوتوني أرسل نوعًا نادرًا من النبيذ إلى آن دوقة ليتوانيا الكبرى، زوجة فيتاوتاس، في عام 1416. في ذلك الوقت، كان النبلاء الليتوانيون قد بدأوا بالفعل في استيراد الزعفران، القرفة، الأرز، الفلفل، والزبيب لتلبية احتياجاتهم.
مثال آخر على المطبخ الليتواني في العصور الوسطى كان مؤتمر لوتسك ‏ الذي استضافه فيتاوتاس الكبير. تُظهر السجلات التاريخية أنه كان يتم استهلاك سبعمائة برميل من العسل والنبيذ، و700 ثور، و1،400 خروف، ومئات من الأيائل، والخنازير البرية، وأطباق أخرى يوميًا.
وصف الصيد التقليدي والمناظر الطبيعية في ليتوانيا، بالإضافة إلى الصراعات المستمرة بين الوثنية والمسيحية، ورد في قصيدته اللاتينية *Carmen de statura، feritate ac venatione bisontis* (أغنية عن المظهر والوحشية وصيد البيسون)، التي كتبها نيكولاوس هوسوفيانوس ‏ في عام 1523.

## الابتكارات المطبخية من إيطاليا
جلبت بونا سفورزا، دوقة ليتوانيا الكبرى القرينة، العديد من الابتكارات المطبخية من إيطاليا إلى ليتوانيا. قدمت السفورزا الشوكة والأطعمة الإيطالية التقليدية مثل الزيتون وزيت الزيتون؛ كما جعلت النبيذ ودقيق القمح أكثر شعبية. تم إدخال وزراعة الجزر الأبيض، القرنبيط، السبانخ، وحتى الخرشوف. من المفترض أن قصر دوقات ليتوانيا الكبرى ‏ كان لديه حصة حديقة خاصة بهم.
ابنة بونا سفورزا، كاثرين ياغيلون، بعد زواجها من يوهان الثالث، قدمت الشوكة والعادات الثقافية الأخرى إلى السويد. ابن بونا سفورزا زغمونت الثاني أوغست كان لديه طاهٍ إيطالي يُدعى سيجيزموندو فانيلي، وكان يعيش في قصر دوقات ليتوانيا الكبرى في فيلنيوس.

## المطبخ في البلاط
تذكر حسابات البلاط الخاصة بألكسندر ياغيلون المسؤولين في البلاط المرتبطين أيضًا بالمطبخ: كان يحمل لقب سيد المطبخ النبيل بيتراس أليكنايتيس، بينما كانت المهام الفعلية للمطبخ تحت إشراف كبير الطهاة راسلوفاس، وهناك طهاة آخرون تم ذكرهم أيضًا مثل ميكالويوس يونديلاتيس و"الجزار" بوتريماس يوكوباييتس نيميرايتيس. في القرن السادس عشر، تم بناء أنبوب مياه من ينابيع فينغراي مباشرة إلى مطبخ قصر دوقات ليتوانيا الكبرى في فيلنيوس.

التأثيرات على المطبخ الليتواني خلال القرنين الثالث عشر والتاسع عشر

في عقد البيع الذي تم في عام 1623 من قبل إليزابيث صوفيا فون براندنبورغ، زوجة جونوشاس رادزيفيل ‏ وجونوشاس كيشكا ‏، باعت حديقة في فيلنيوس. يحتوي نص العقد على تفاصيل دقيقة حول النباتات الموجودة في الحديقة مثل أشجار التفاح المطعمة، الكمثرى، والبرقوق (prunus domestica), الكرز، الكرز الحلو، الكرمة, الزعرور، النسرين. كما توجد تفاصيل دقيقة حول حديقة الخضروات الإيطالية (كما كانوا يطلقون عليها في ذلك الوقت) مثل البطاطا، الخرشوف، الهليون، خس النعجة، الجرجير المنتفخ، الرشاد، السبانخ، البطيخ، البنجر، الأسلية، السرفيل البقلي، البصل الإيطالي، الخس، الهندباء. كما ذكرت التوابل والشجيرات الزخرفية مثل اليانسون، النعناع، الطرخون، الشبت، النيلة الزرقاء والسرو. كما ذكرت الدفيئة الخشبية التي كانت تستخدم لزراعة التينية والجوز الشائع. في القرن السادس عشر، استهلك حكام ونبلاء ليتوانيا العنب، البرتقال، البطيخ، التوت، الفراولة، الكرز، والبرقوق، وكانوا يستوردون الزنجبيل، القرفة، اللوز والفلفل.
من المعروف أن زراعة البطاطا في ليتوانيا بدأت في القرن السابع عشر، لكنها أصبحت أكثر انتشارًا فقط في القرن الثامن عشر.
كشفت الاكتشافات الأثرية في موقع قصر دوقات ليتوانيا الكبرى الكثير من المعلومات حول الطعام الذي كان يُستهلك، وأدوات المائدة وتقديم الطعام لحكام ليتوانيا.
أول مكتشف للنباتات في ليتوانيا، وعالم النبات يورجيس بابريزا ‏، وصف التوابل التي كانت تُزرع في ليتوانيا.
في القرن الثامن عشر والتاسع عشر، ظهرت وصفات à la Lithuanienne في الكتب الطهو الفرنسية. وربط الصورة الرومانسية لليتوانيا بالغابات الكثيفة وصيد الطرائد – ولهذا كانت معظم وصفات à la Lithuanienne تحتوي على أطباق محضرة من المووز، الدب، أو الحجل الرمادي. في كتاب الطهي La Cuisine classique من تأليف أوربان دوبوا ‏ وإميل برنار ‏، الذي نُشر في عام 1856، كانت هناك وصفات ليتوانية لشوربة الإوز وصلصة. في كتاب الطهي الذي ألّفه ألفونس بيتيه بعنوان La gastronomie en Russie والذي نُشر في عام 1900، تضمن ثماني وصفات ليتوانية.
في القرن العشرين من تاريخ ليتوانيا، حضرت العديد من الفتيات إلى Amatų mokykla (مدرسة الحرف)، حيث تدريب الشابات على تحضير أنواع مختلفة من الأطباق وتعلم الوصفات المختلفة، آداب المائدة، الاقتصاد وإدارة المنزل. أدت هذه المدارس إلى انتشار وصفات مشابهة في جميع أنحاء البلاد.
خلال السنوات الماضية، ظهرت مطاعم في ليتوانيا متخصصة في المطبخ التاريخي الليتواني، والتراث الطهي وتفسيراته.

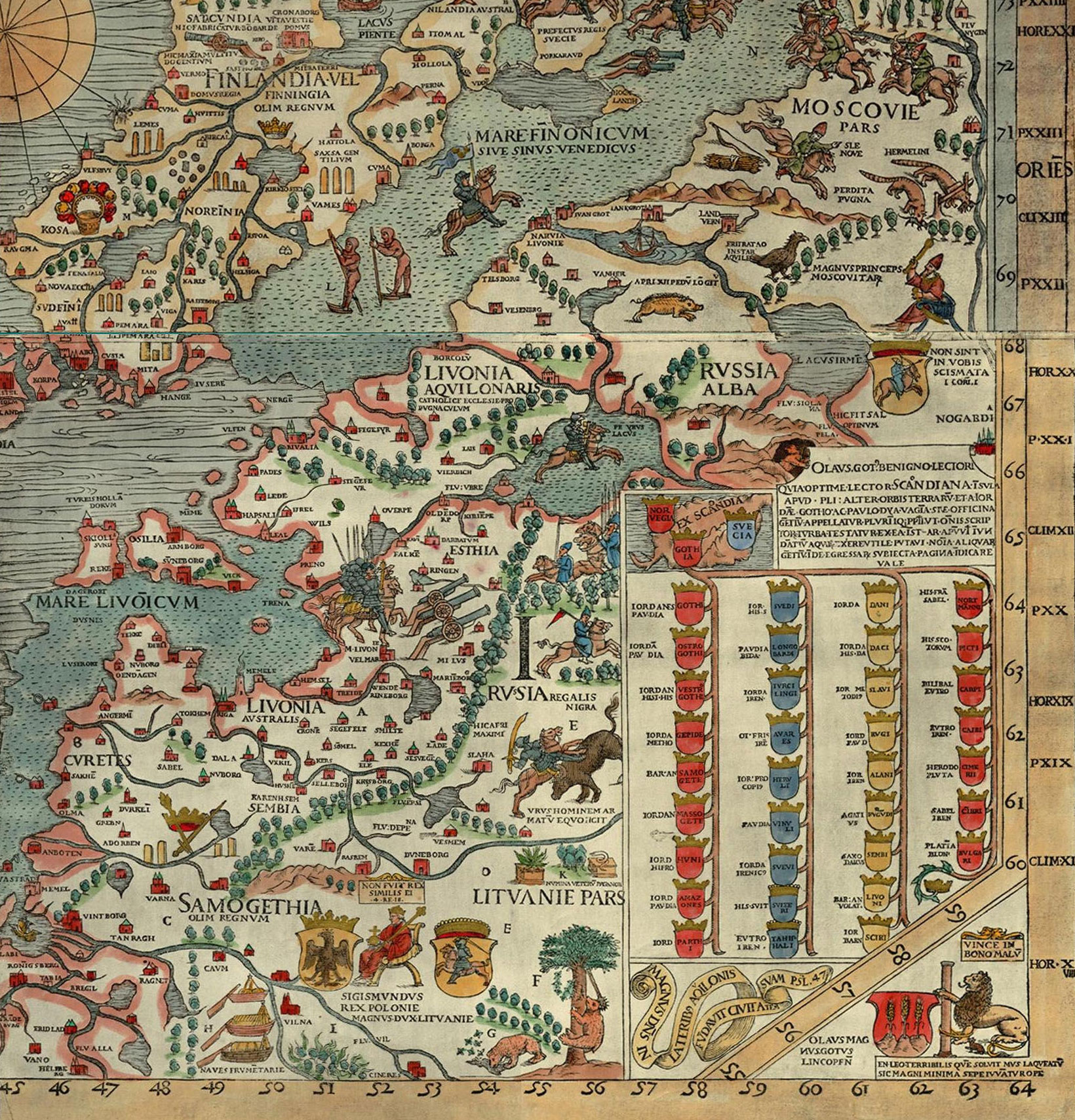
جزء من خريطة أولوس ماغنوس التي تصور ليتوانيا: نوع سفن التجارة الزراعية الليتوانية (naves frumentarie) – يُرى vytinė بالقرب من فيلنيوس، وأيضًا حماية خلايا النحل من الدببة (على الجانب الأيمن)
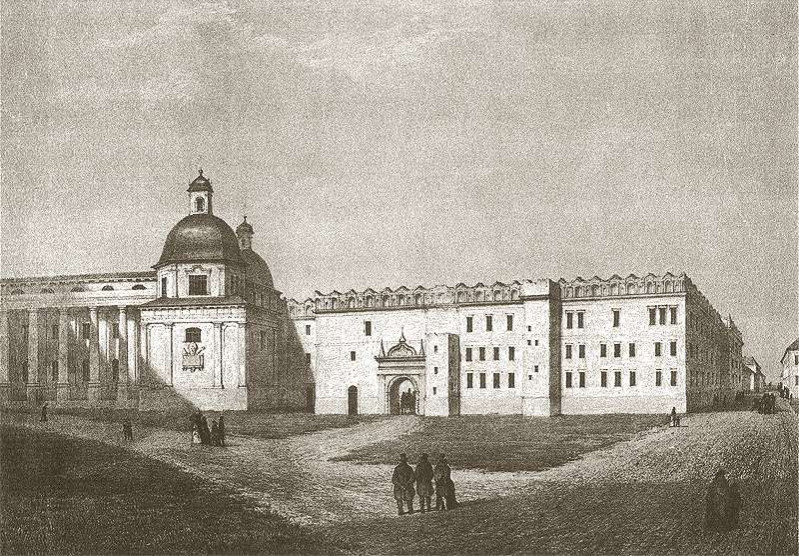
قصر دوقات ليتوانيا الكبرى في فيلنيوس. العديد من التجديدات الأوروبية والأزياء مثل الأوبرا والمطبخ الإيطالي أو الفرنسي وصلت إلى ليتوانيا من خلال هذا القصر.
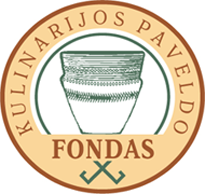
شعار مؤسسة التراث الطهي الليتواني المستخدم لتمييز الطعام المنتج باستخدام الطريقة التقليدية الليتوانية.

## الخبز

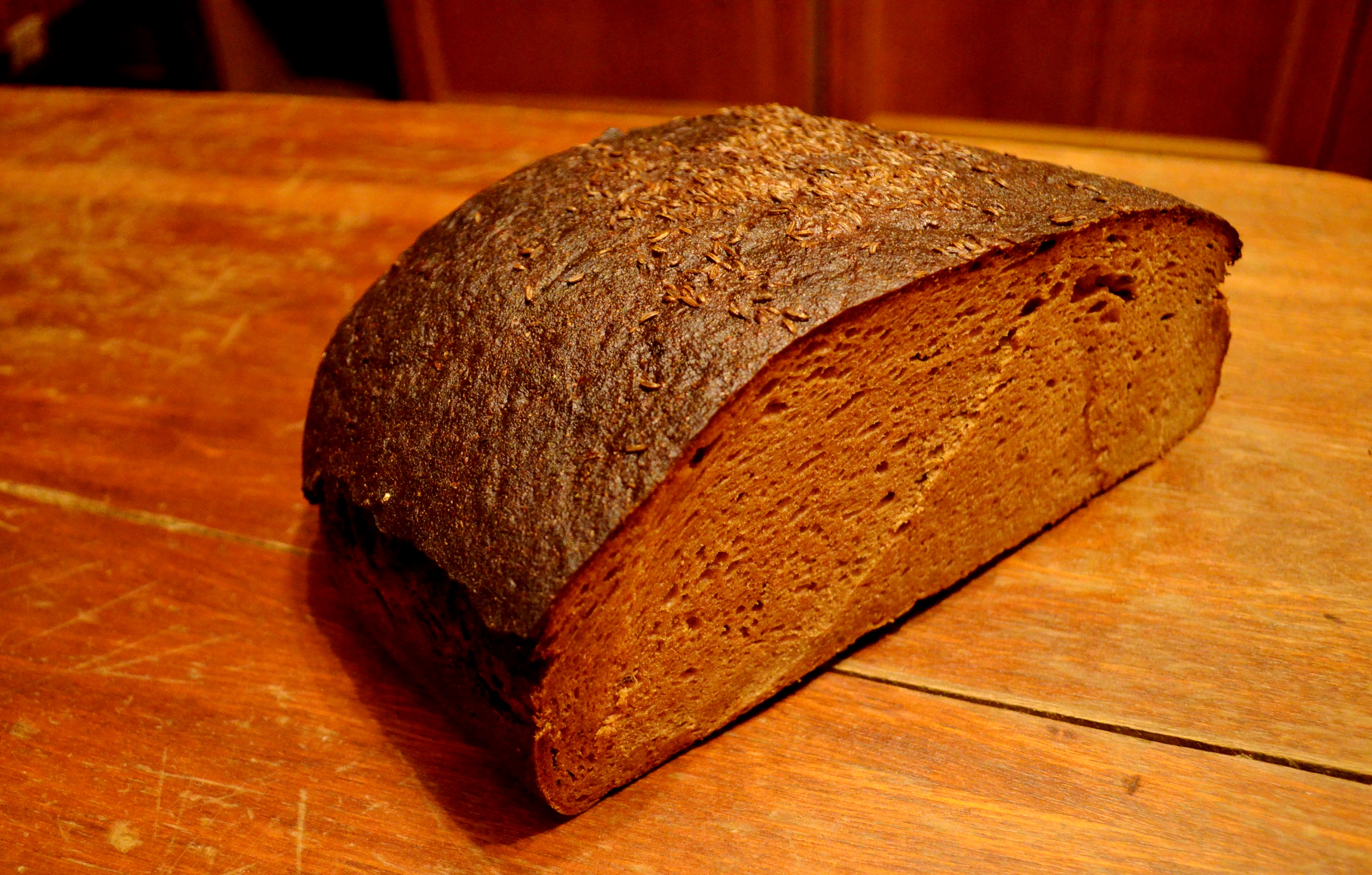
Ruginė duona, خبز الشيلم الداكن

أحد أقدم وأهم المنتجات الغذائية الليتوانية كان ولا يزال خبز الشيلم. كان يتم تناول خبز الشيلم يوميًا على وجبات الإفطار والغداء والعشاء. لعب الخبز دورًا مهمًا في الطقوس العائلية والاحتفالات الزراعية.
تقليديًا، يعتبر الخبز الأسود من الشيلم (ruginė duona) هو العنصر الرئيسي في المطبخ الليتواني ويُستخدم أكثر من خبز القمح الأبيض. تكشف الاكتشافات الأثرية أن الخبز في ليتوانيا في القرون التاسعة إلى الرابعة عشرة كان مشابهًا جدًا للخبز المصنوع من الشيلم الحالي. عادة ما يكون العجين يعتمد على مبدئ عجينة متخمرة ويشمل بعض دقيق القمح لتخفيف المنتج النهائي. تقليديًا كان لكل منزل خميرة خاصة به – raugas، التي كانت أيضًا تحمل معنى رمزي للمنزل. يُؤكل خبز الشيلم في كثير من الأحيان كساندويتش مفتوح، مدهون بالزبدة أو مع الجبن. أحيانًا يتم تحليته بالكروياء أو بعض البصل. يُخبز الخبز التقليدي على أوراق الوج. كان خبز الخبز يُعتبر طقسًا مهمًا. كان الخبز يُخبز في فرن خاص بالخبز - duonkepė krosnis.
يقول المثل الليتواني: Be aukso apsieis, be duonos ne (يمكن للمرء العيش بدون ذهب، ولكن لا يمكن العيش بدون خبز).
بعض أنواع الخبز الليتواني تحتوي على بذور كاملة من الشيلم والقمح؛ ويُطلق على هذا النوع من الخبز اسم grūdėtoji، أي "خبز بالبذور".

## الخضروات والتوابل

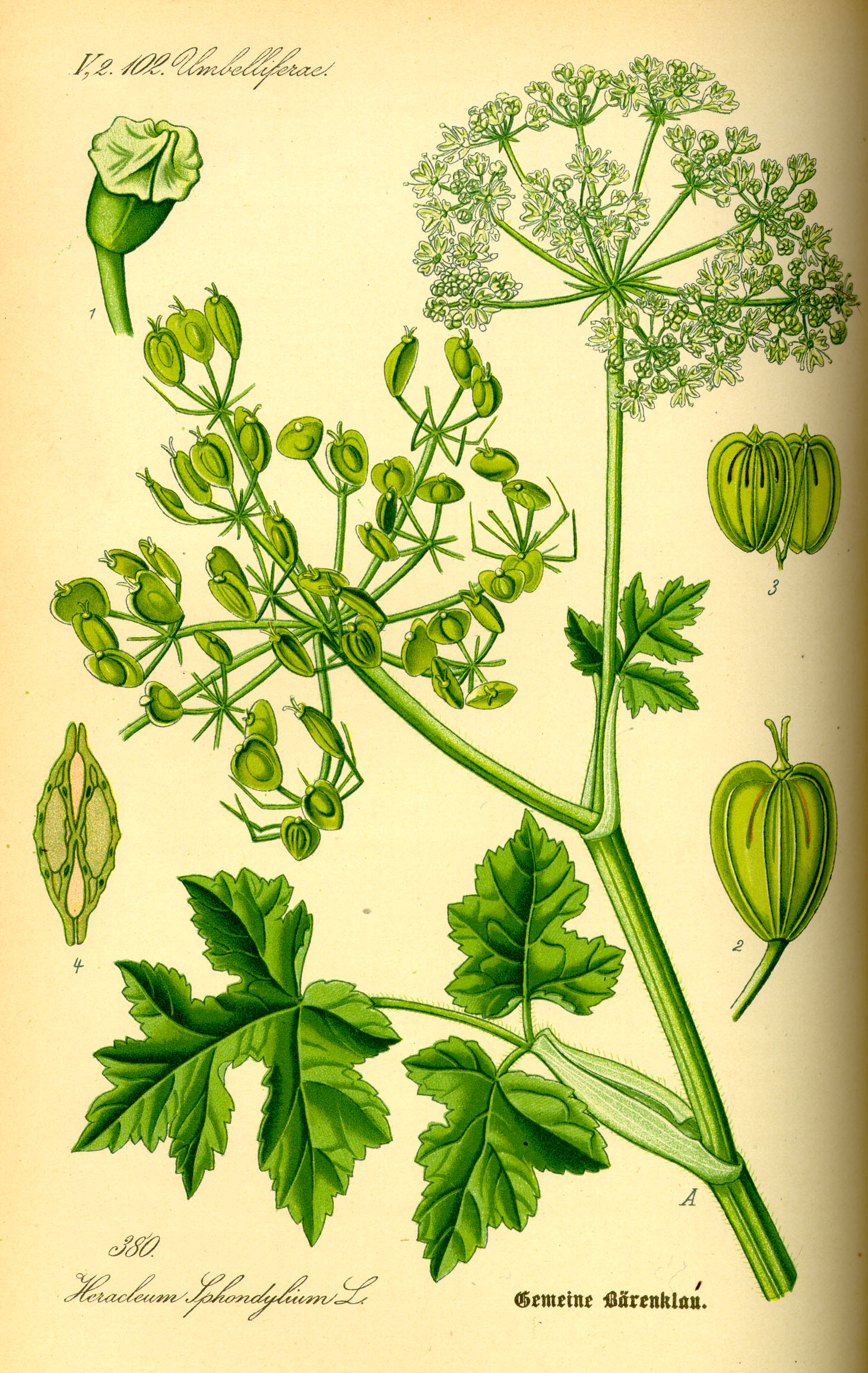
هرقلية سفندوليونية (Lankinis barštis) كان يُستخدم منذ عصور ما قبل التاريخ حتى القرن الثامن عشر لتحضير نسخة قديمة من حساء barščiai

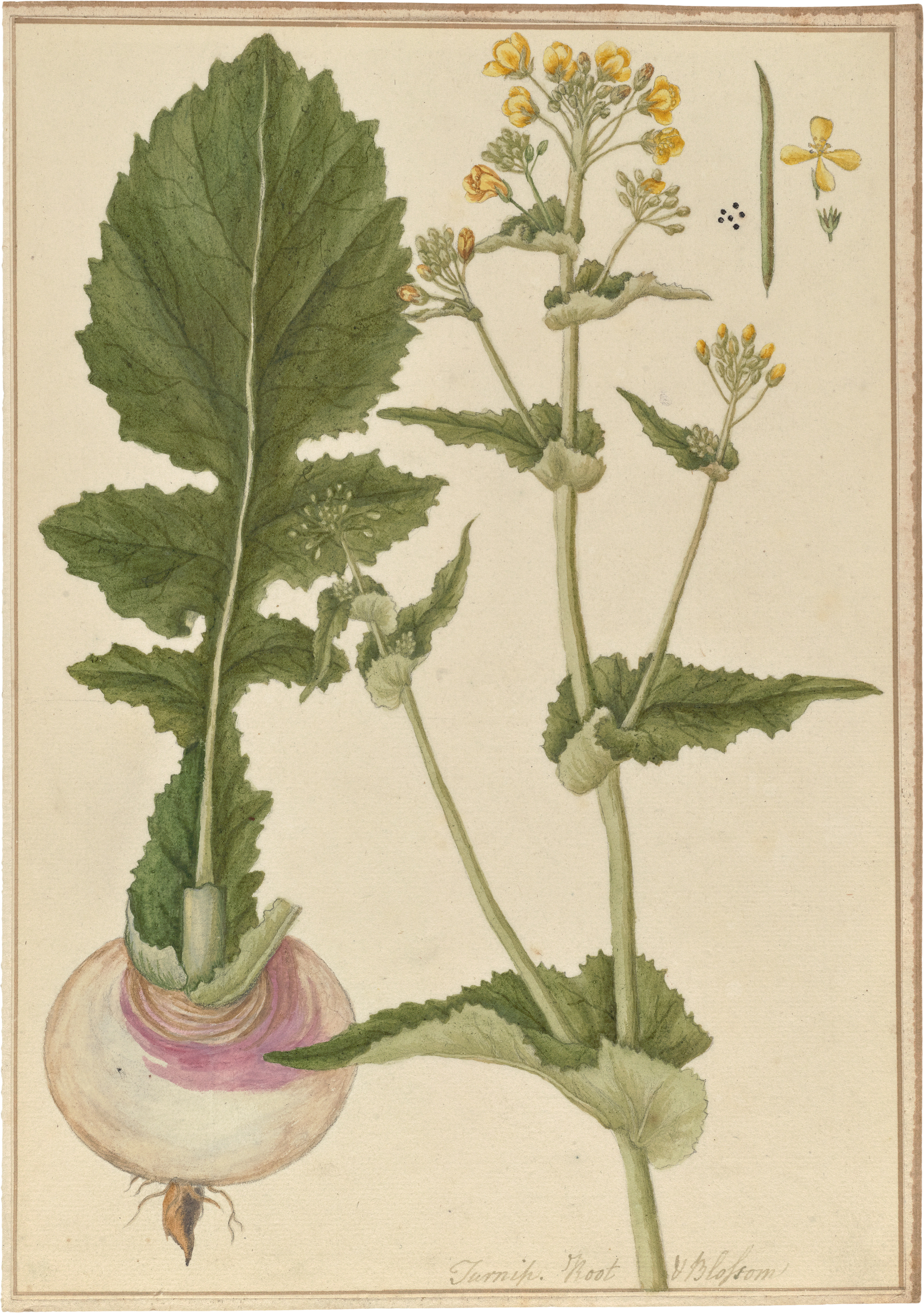
Brassica rapa (ropė) كان خضارًا جذريًا شائعًا قبل انتشار البطاطا في القرن الثامن عشر.

أكثر الخضروات استخدامًا في الوصفات الليتوانية هي البطاطا؛ في أبسط صورها، يتم غليها أو خبزها أو قليها، وغالبًا ما يتم تزيينها بالشبت، لكن هناك العديد من الوصفات المتنوعة للبطاطا. تم إدخال البطاطا إلى ليتوانيا في أواخر القرن الثامن عشر، وأثبتت قدرتها على النمو في مناخها، وسرعان ما أصبحت أساسية.
الخيار، الخيار المخلل، الفجل، والأعشاب شائعة جدًا. الشمندر (burokai) يُزرع بشكل أكبر مما هو عليه في مناطق أخرى من العالم وغالبًا ما يُستخدم لتحضير البرش والأطباق الجانبية. الملفوف هو خضار آخر شائع، يُستخدم كأساس لتحضير الأحسية، أو يُلف حول الحشوات (balandėliai). الطماطم أصبحت متوفرة طوال العام في المتاجر، ولكن تلك المزروعة في البيوت الزجاجية ما زالت تعتبر أفضل. الحامض يُزرع في الحدائق من أجل تحضير الحساء والسلطات.
الأعشاب والتوابل الليتوانية تشمل بذور الخردل، فجل الخيل الريفي (krienai)، الشبت (krapai)، بذور الكروياء (kmynai)، الثوم، الكزبرة، المردقوش الشائع، ورق الغار، لعرعر berries (kadagio uogos)، بذور القنب، وزيوت الفواكه. كانت الفانيليا والفلفل الأسود نادرة خلال الاحتلال السوفيتي، لكنها عادت مرة أخرى بعد الاستقلال. المطبخ الليتواني يعتبر معتدلًا نسبيًا. التخليل هو وسيلة شائعة لتحضير الخضروات لفصل الشتاء أو فقط لإعطائها طعمًا مميزًا. يتم تخليل الخيار، الشمندر، الشبت، الطماطم المزروعة في المنزل، البصل، والثوم ويمكن تناولها طوال العام. زيت بذر الكتان كان معتدلاً في شعبيته.[بحاجة لمصدر]

## جمع الطعام من البرية
إحدى فخر المطبخ الليتواني هي الاستخدام الواسع للتوت البري والفطر، ولا تزال هذه التقليد حية حتى اليوم.
يعد جمع الفطر من الأنشطة الشعبية من منتصف الصيف حتى الخريف. كغذاء أساسي، يتم عادة جمع الفطر من الغابات؛ وأحيانًا يتم شراؤها من الأسواق على جوانب الطرق، خاصة على الطريق في منطقة دزوكيا من دروسكينينكي إلى فيلنيوس؛ شراء الفطر من المتاجر نادر. على الرغم من مكانته كطعام شهي، يعتبر العديد من الليتوانيين أن الفطر صعب الهضم. يتم استخدام الفطر المجفف كتوابل. يتم جمع العديد من أنواع الفطر البرية، بما في ذلك:
- بارافيكس – بوليط مأكول؛
- فوفيرايتي (بالإنجليزية، سنجاب صغير)، ليبيشكا (في منطقة دزوكيا) – شانتريل؛
- غودوكاس، فوكييتوكاس، كالبوكاس، فيشتيليه – فطر الغجر  [لغات أخرى]‏.

يعتبر بارافيكس أكثر الأنواع قيمة والأكثر طلبًا؛ الاستخدامات الرئيسية هي التجفيف والتخليل. يحتوي بارافيكس المجفف على رائحة قوية وممتعة ويستخدم كتوابل في الحساء والصلصات. غالبًا ما يتم استخدام فوفيرايتي طازجًا كتوابل في الحساء أو مقليًا. الطبق الأكثر شيوعًا باستخدام هذا الفطر هو فوفيرايتي المقلي مع البصل المفروم والبطاطا. غودوكاس، الذي يُعد على الأرجح الأكثر وفرة محليًا من الفطر الصالح للأكل بسبب شعبيته الأقل، يُخزن عادة في التخليل. الفطريات الصالحة للأكل الأخرى مثل ليبيشي (Leccinum scabrum)، رودونفيرشيس أو رودونيكيس (بمعنى "أعلى أحمر") (Leccinum aurantiacum)، ماكايفيكاس (Suillus variegatus), شيلبارافيكسيس (بوليط كستنائي)، نادرة أكثر، لكن يتم جمعها أيضًا ويمكن استخدامها بنفس طرق بارافيكس.
يتم جمع التوت البري أيضًا أو، في كثير من الأحيان أكثر من الفطر، يتم شراؤها من الأسواق على جوانب الطرق أو المتاجر. عنب الأحراج (ميلينيس) وعنب الثور (بروكنيس) هما أكثر أنواع التوت البرية وفرة. عنيبية حامضة (سبانغوليس) تحظى بتقدير، ولكن زراعتها محدودة في بعض المناطق المستنقعية، مثل تلك المجاورة لمستنقع تشيبكيلاي. يعتبر مربى التوت البري الحامض أو مربى التوت البري الحلو من أفضل الصلصات للفطائر (بليناي). يستخدم مربى التوت أحيانًا كصلصة للدجاج المقلي أو الديك الرومي أو كصلصة لأطباق مالحة أخرى. يمكن وضع التوت البري الطازج في حساء حليب بارد. توت الأرض المزروع (زيموجيس) نادر نسبيًا ويُجمع عادة للاستهلاك الفوري.

النباتات البرية
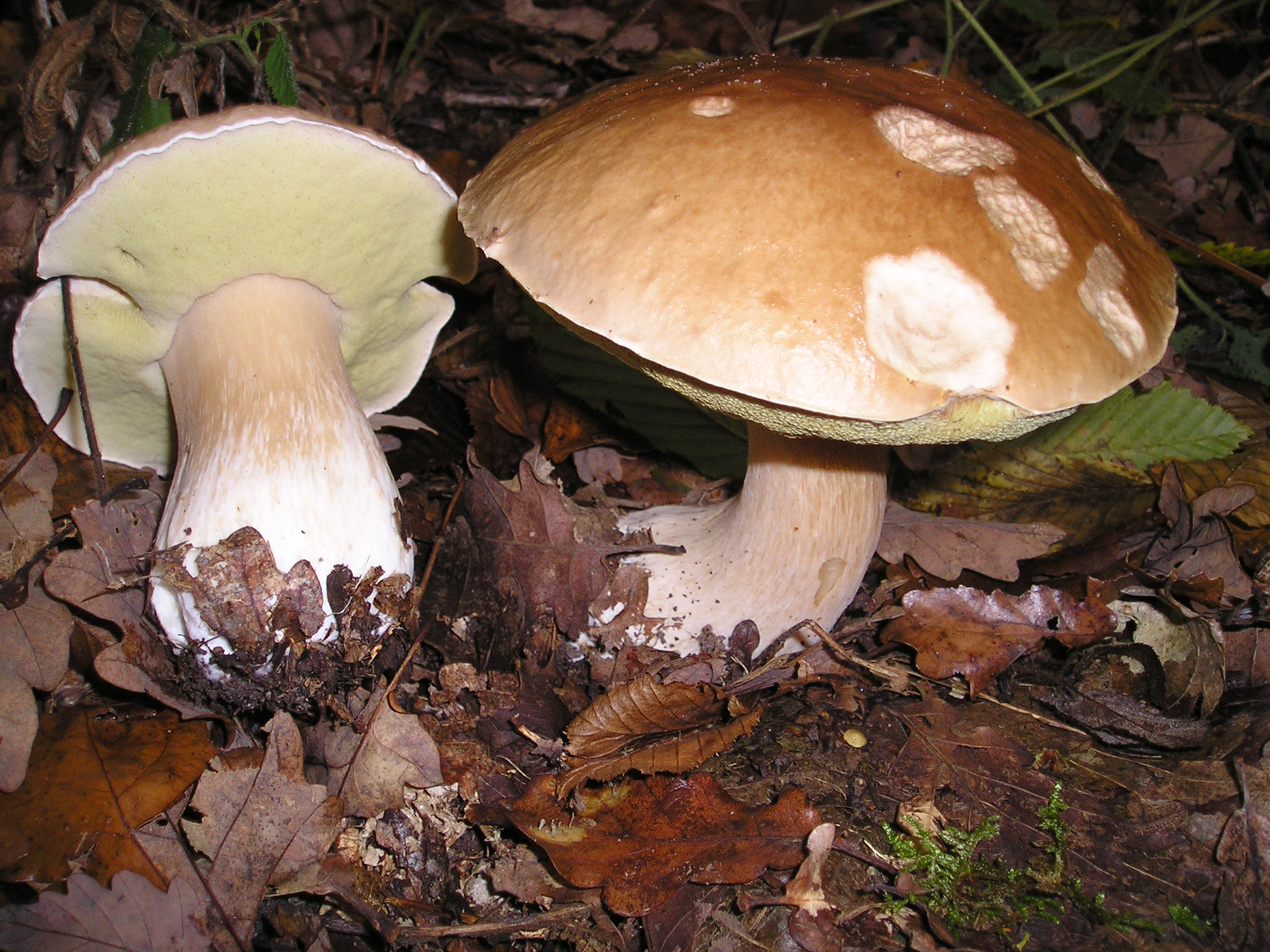
فطر بوليتوس، "ملك الفطريات"
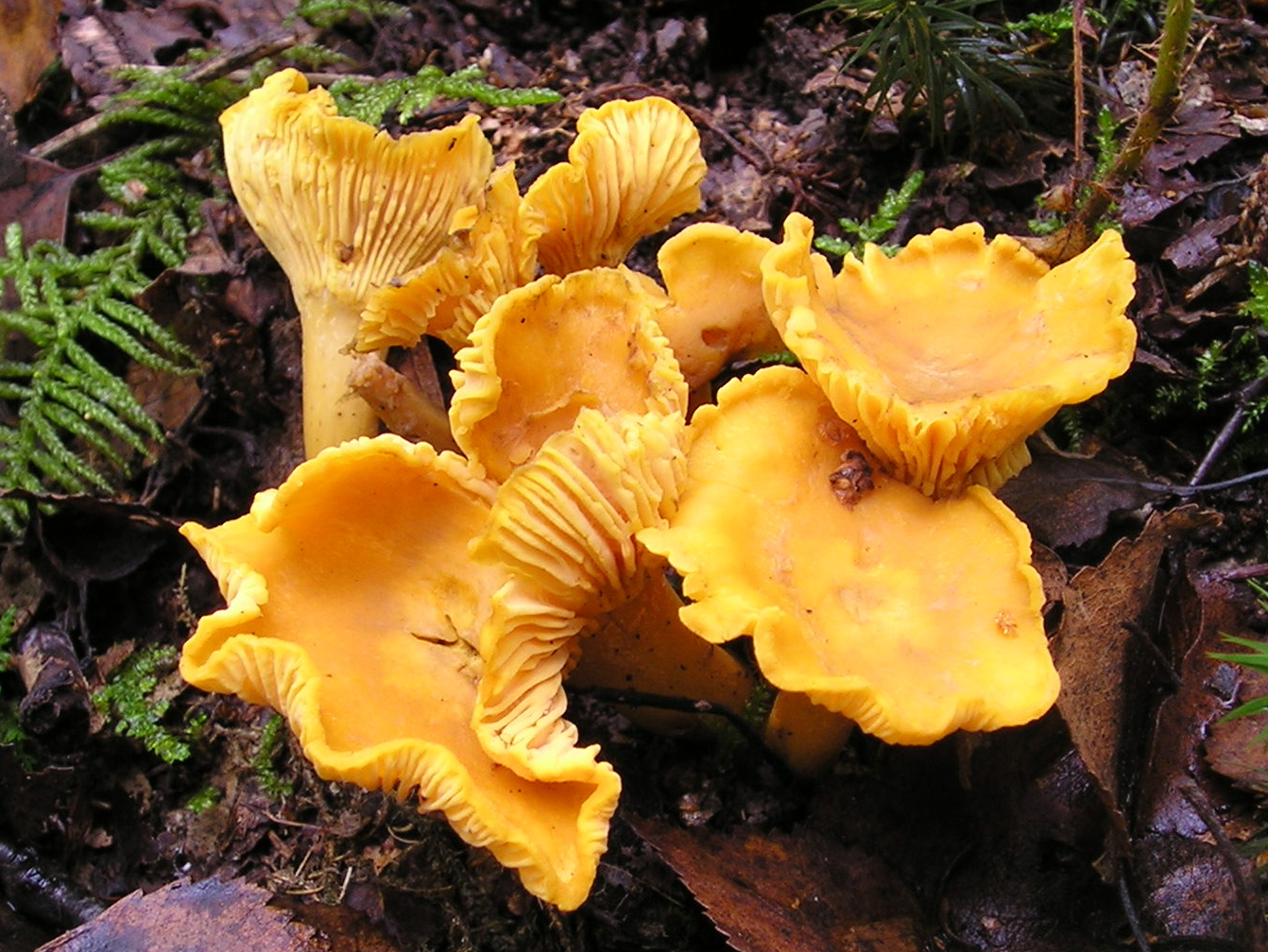
كويزي من الفطريات الشعبية في ليتوانيا
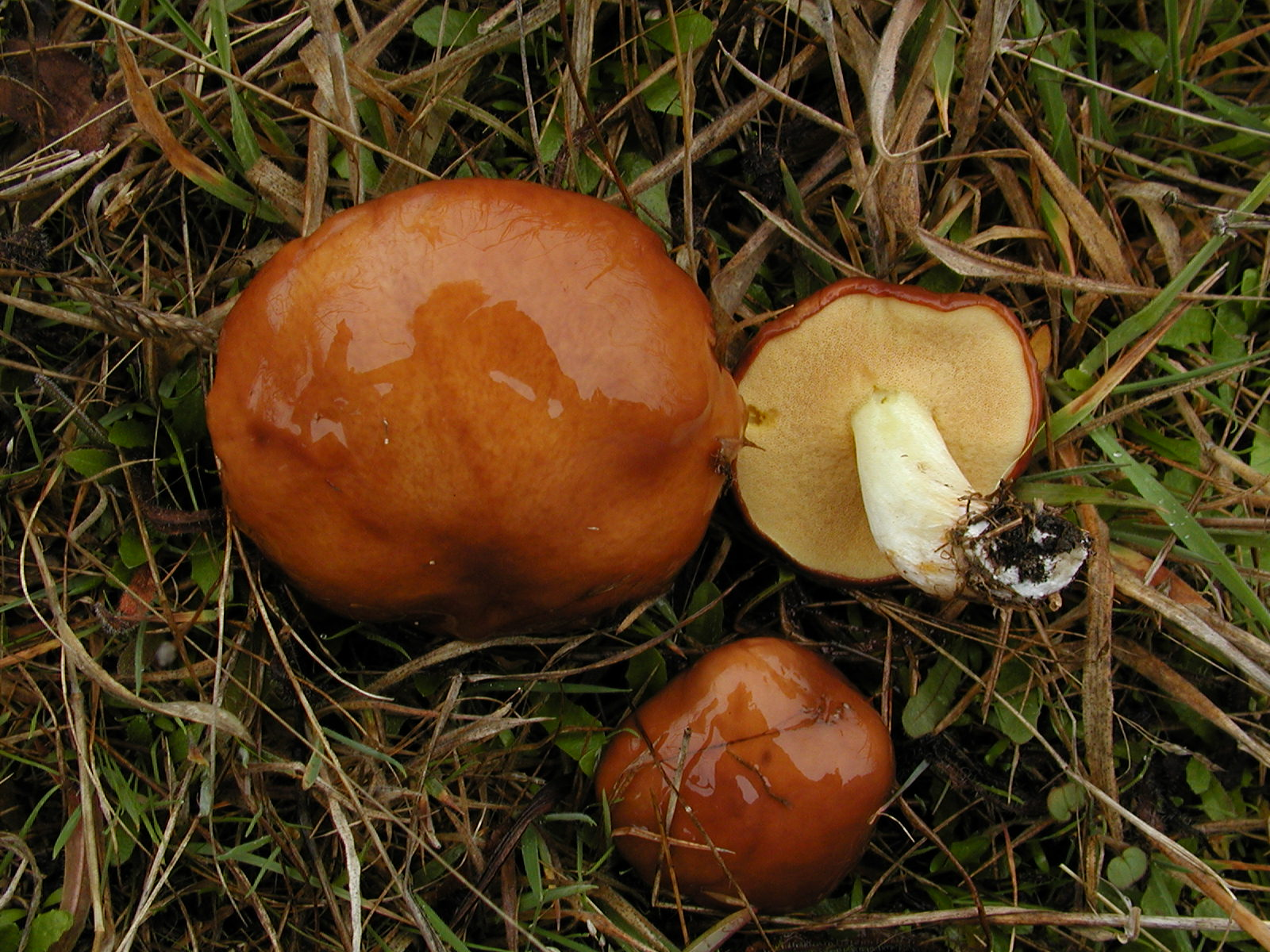
فطر الزبدة
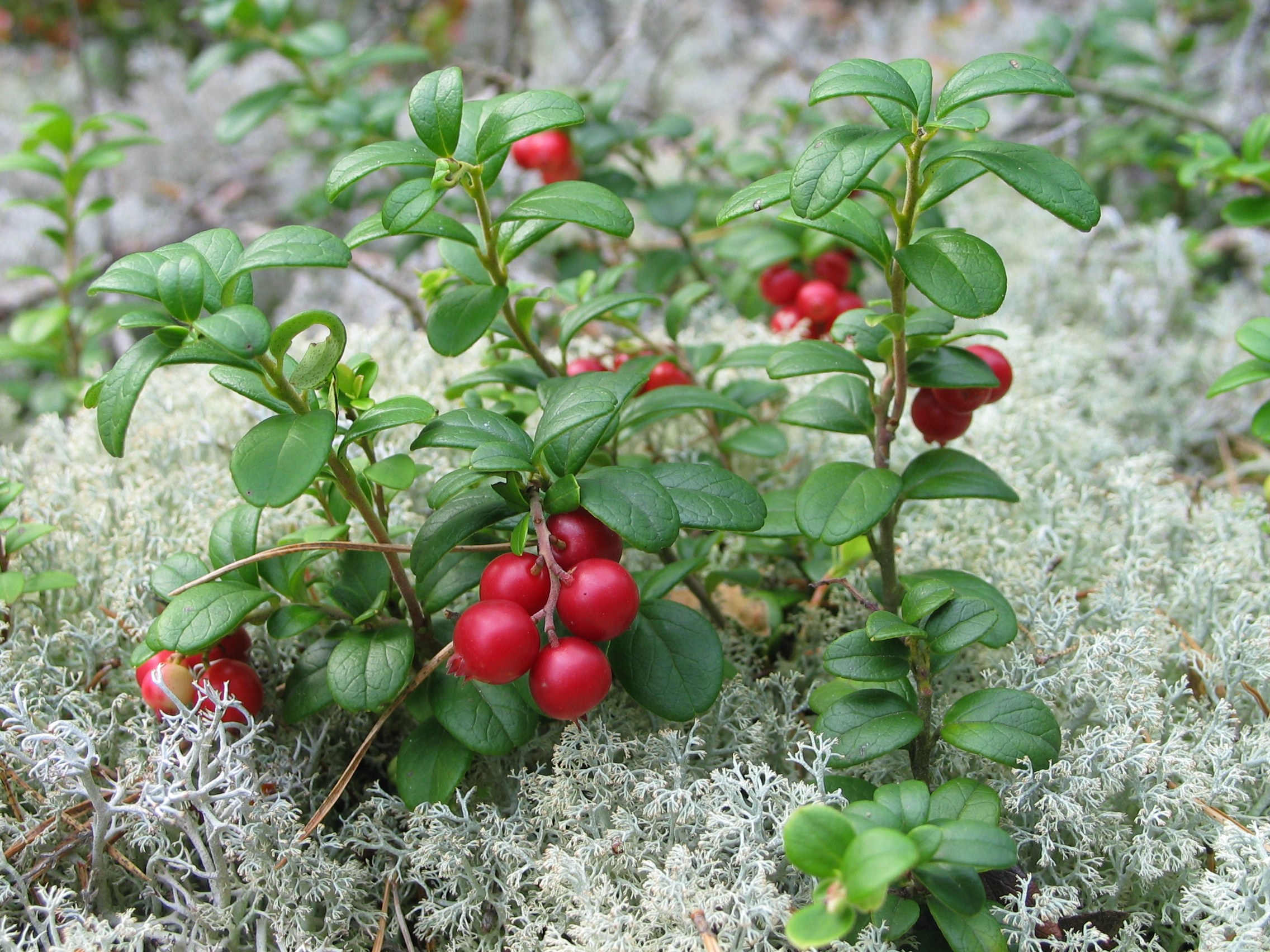
عنب الثور
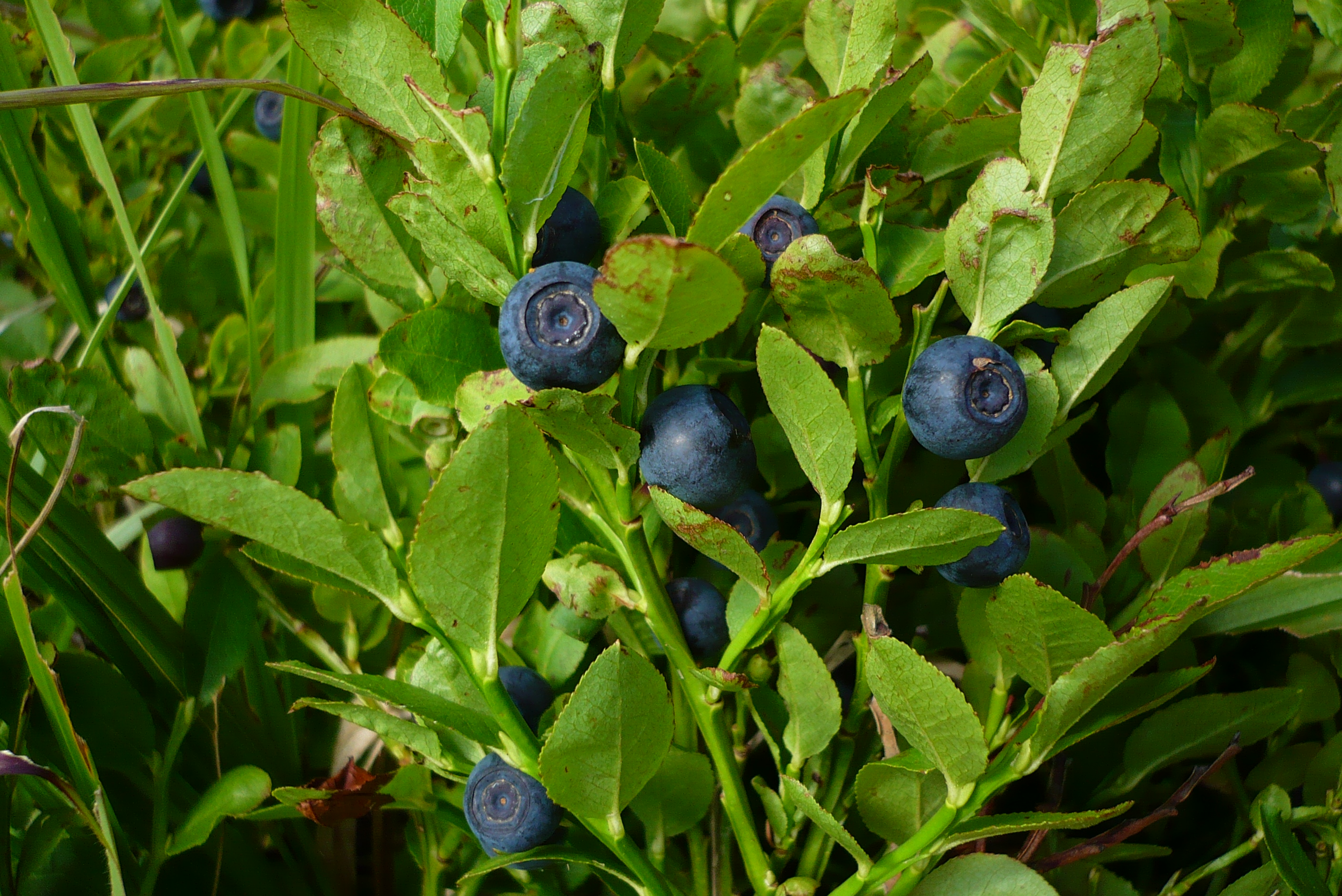
التوت الأزرق
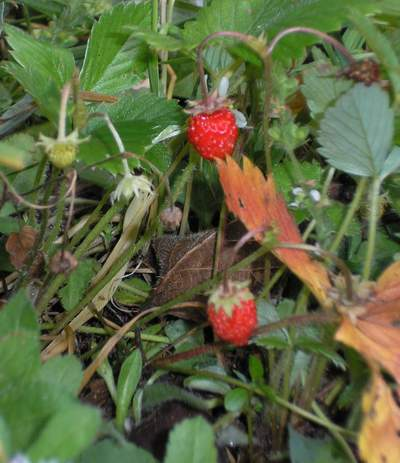
الفراولة
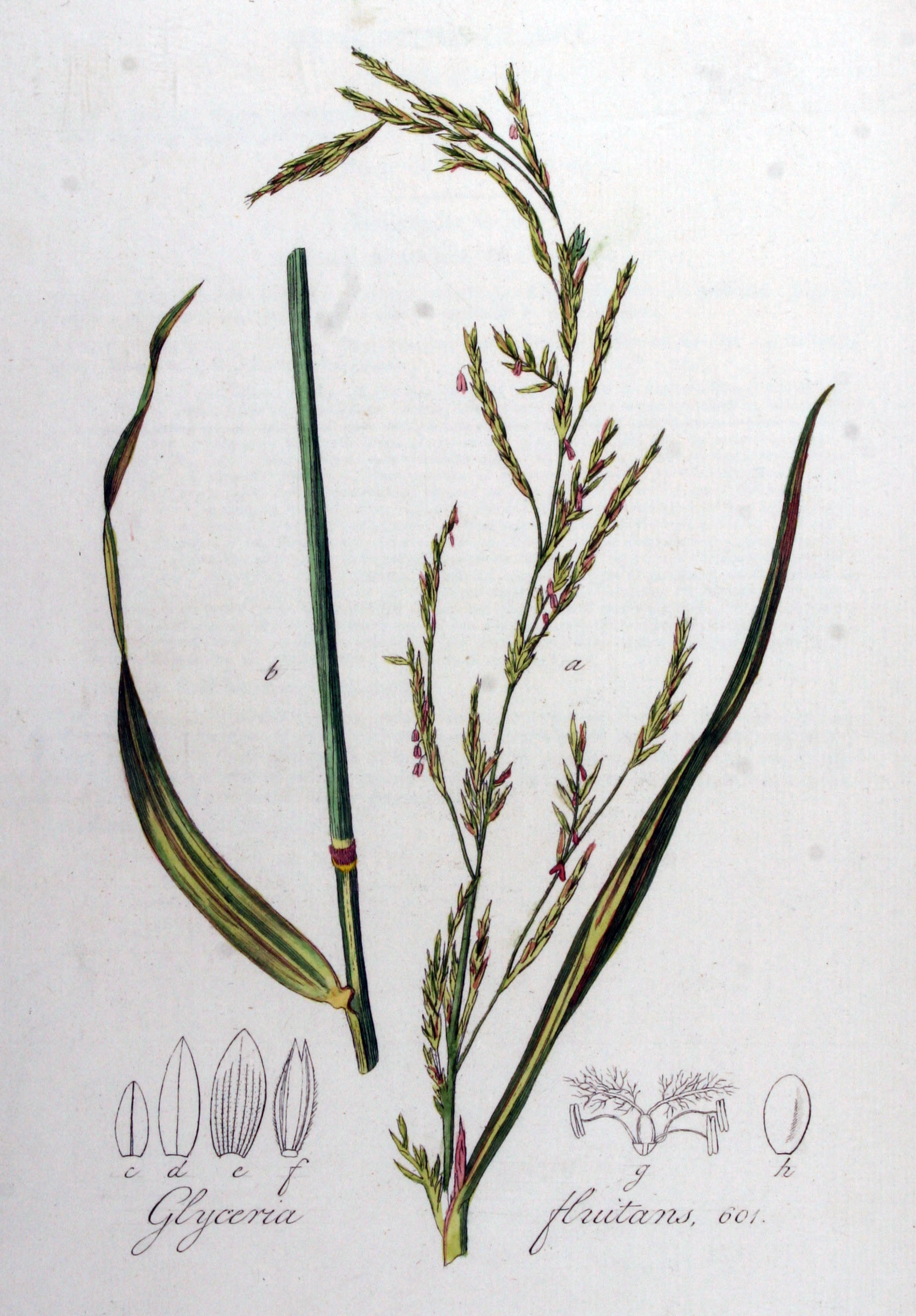
العشب الحلو العائم  [لغات أخرى]‏. كانت بذوره تستخدم غذاء وذكر كمنتجات طبيعية في ليتوانيا الصغرى جنبًا إلى جنب مع شمع العسل والعسل والعنبر والخشب.
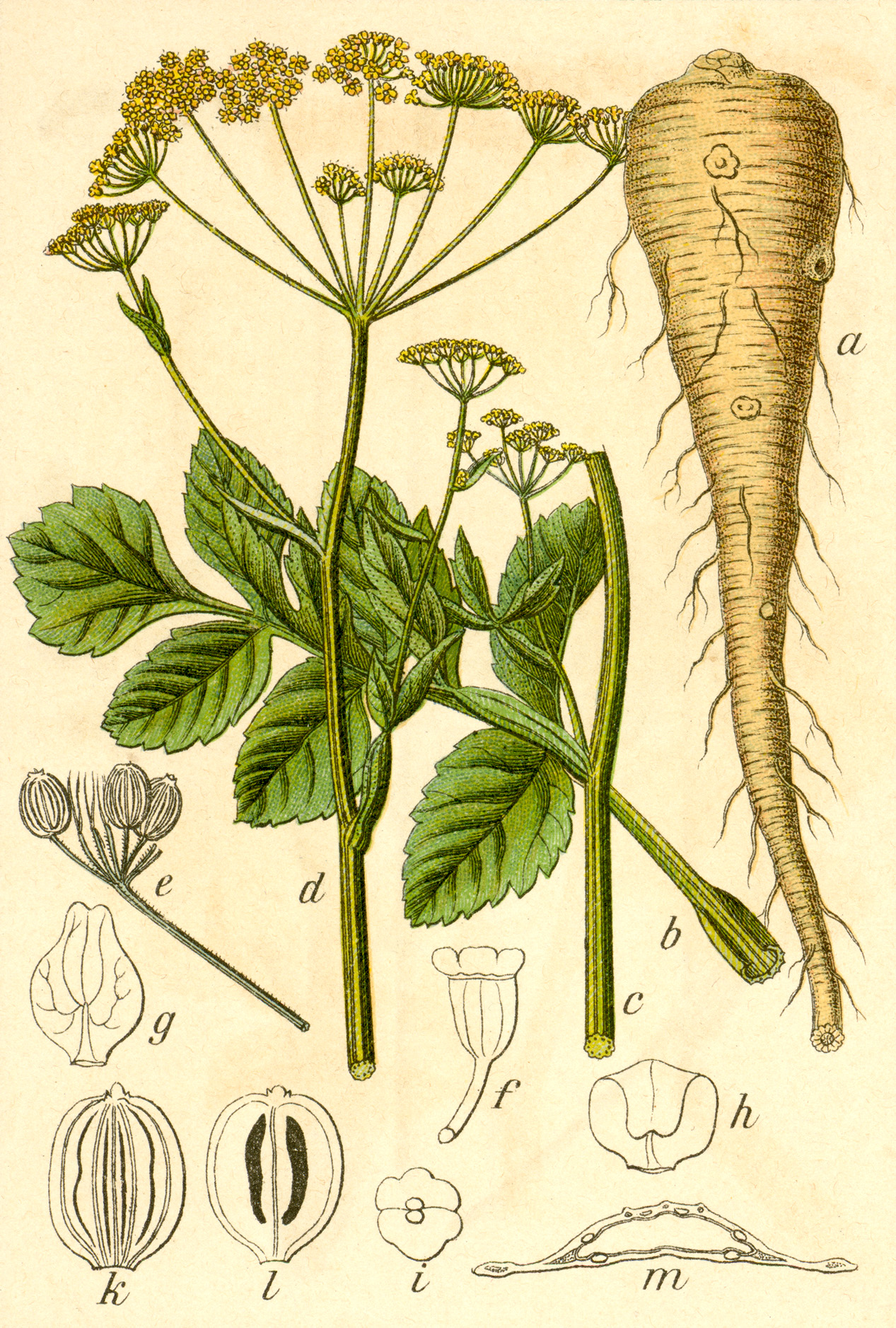
الجزر الأبيض كان طعامًا شائعًا قبل ظهور البطاطا. كريستيانونيس دونيلايتيس  [لغات أخرى]‏ في قصيدته الفصول روج لزراعة الجزر الأبيض.

## الفواكه

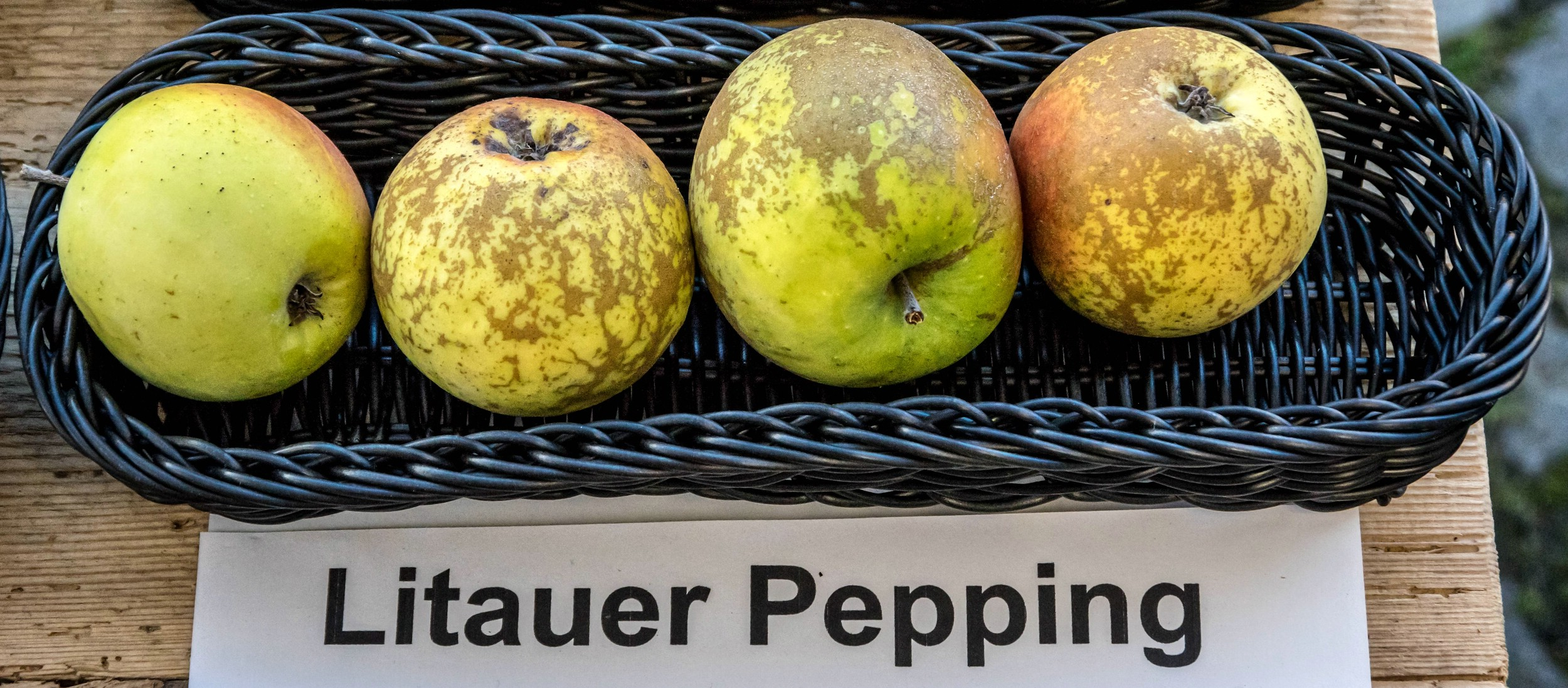
نوع تفاح Lietuvos pepinas

يعد التفاح والبرقوق والكمثرى من الفواكه التي تنمو جيدًا في ليتوانيا وهي الأكثر استخدامًا. ونظرًا لعدم قدرتها على تحمل الصقيع، ينبغي استيراد الفواكه الاستوائية مثل الحمضيات والموز والأناناس، وبالتالي كانت تستخدم أقل في الماضي؛ ومع ذلك، أصبحت هذه الفواكه الآن أكثر شيوعًا ويتم استهلاكها على نطاق واسع. خلال حصاد الخريف، غالبًا ما تُطهى الفواكه على نار هادئة وتوابلها لإعداد أنواع من الحساء الفواكه (كومبوت). يزرع عنب الثعلب (agrastai) والكشمش (serbentai) على نطاق واسع؛ ويتم تحليتها، وتصنيعها إلى مربى ومخبوزات، وتضيف لمسة حامضة للحلويات. يقوم المنتجون المحليون الصغار بصناعة النبيذ الفواكه الممتاز من التوت البري، وخاصة الكشمش الأسود؛ كما ينتج نبيذ التفاح. يُعتبر "جبن التفاح" الذي يُعتبر من الحلويات شائعًا جدًا في الخريف. وأقدم وصفة لجبن التفاح في ليتوانيا عثر عليها في كتاب الطاهي آل رادجيفي من القرن السابع عشر. ويُستخدم الغاسول عصيراً أو في الزينة.

## اللحوم

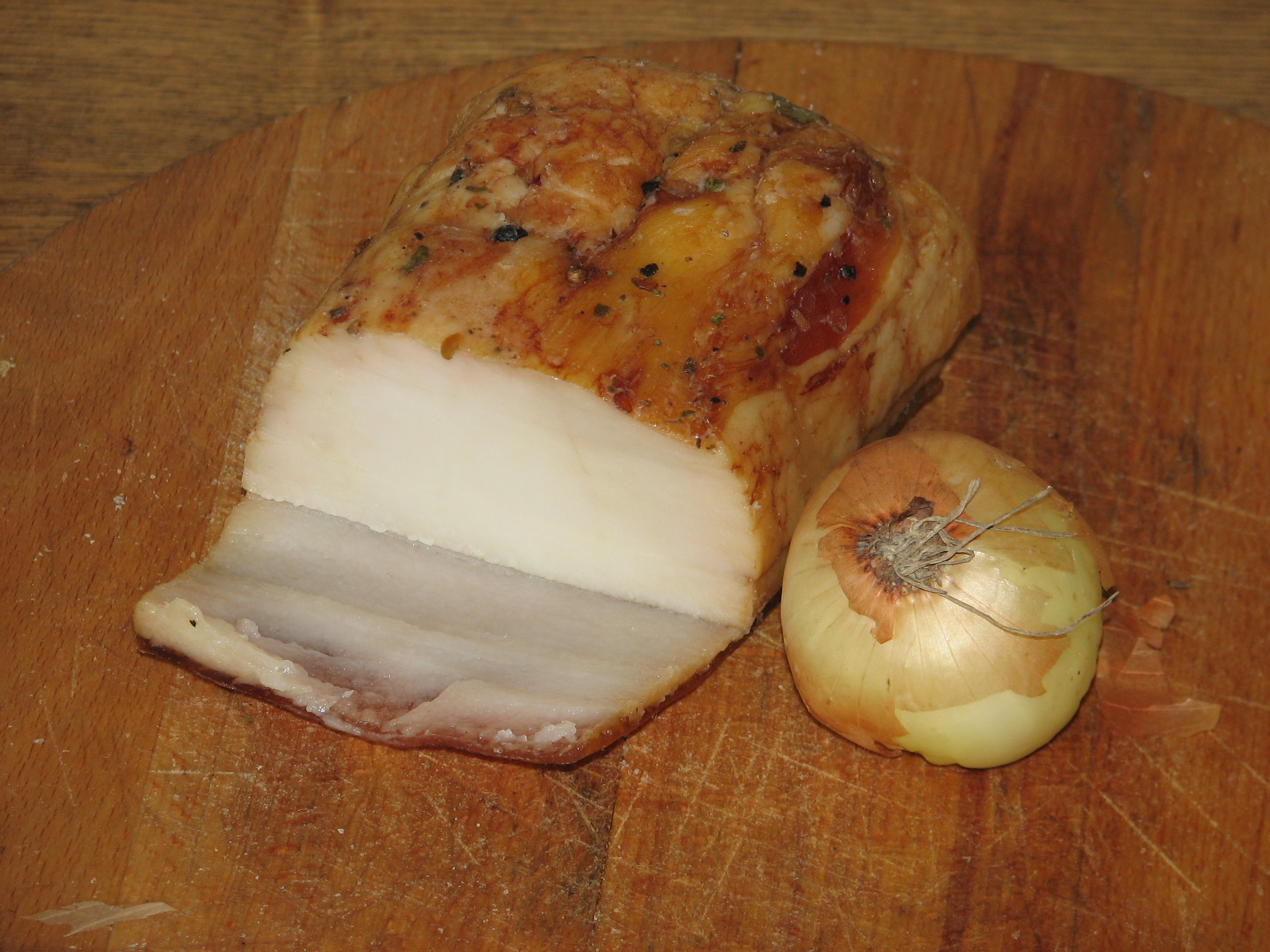
قطعة صغيرة من لاشينياي مع بصلة

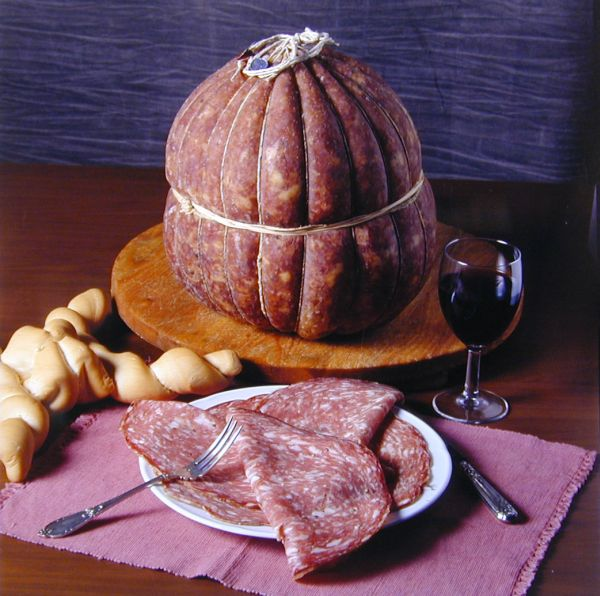
سكيلانديس هو نقانق ليتواني ناضج مصنوع من اللحم، الدهن، الملح، الفلفل والثوم.

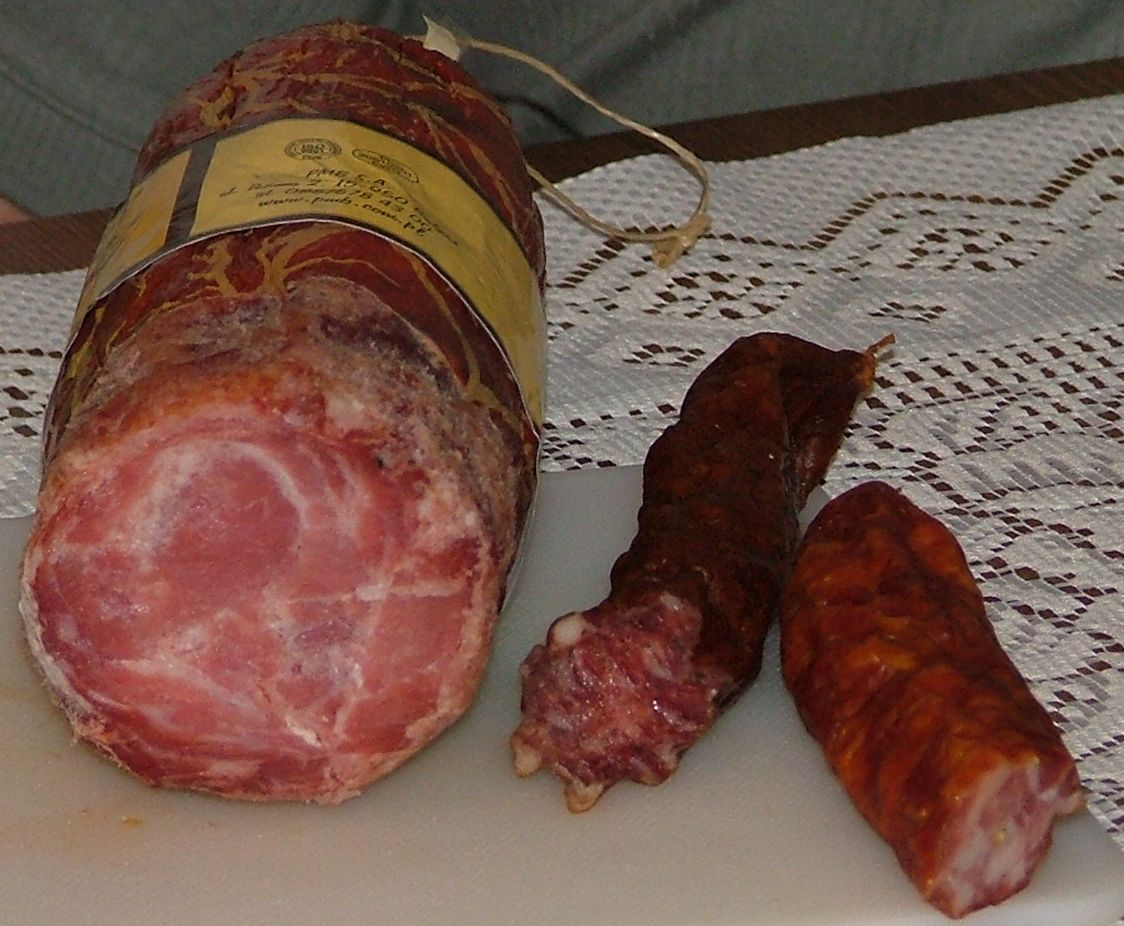
سكيلانديس وديسروس (نقانق)

اللحوم الأكثر استخدامًا هي لحم الخنزير، يليه اللحم البقري، ولحم ضأن، والدجاج, ولحم الديك الرومي، والبط؛ وعند الاستهلاك الفوري غالبًا يتم شويها أو تغطيتها بالبقسماط وتقليتها، في طبق مشابه لشنتزل. لم يعد من الضروري الحفاظ على اللحوم بالطرق القديمة كما كان الحال خلال الاحتلال السوفياتي أو في الأوقات السابقة، ولكن العديد من الأساليب المفضلة لا تزال قائمة، بما في ذلك التمليح، والتجفيف، والدخان. هناك العديد من أنواع لحم الخنزير المدخن، بما في ذلك الهام والنقانق الناعمة مع حشوة كبيرة من الحبوب؛ تُقدّم كطبق رئيسي أو تقطع إلى شرائح رقيقة في السندويتشات. يُعد سكيلانديس نقانق ليتوانية شهيرة وسجل الشكل الأصلي للإنتاج كتخصص تقليدي مضمون ‏ من الاتحاد الأوروبي والمملكة المتحدة تحت اسم Lietuviškas skilandis. فن تدخين اللحوم له تقاليد طويلة في ليتوانيا – كان اختيار الخشب المناسب، ودرجة الحرارة أو المسافة من النار يتطلب مهارة عالية. كان سكيلانديس يُدخن لمدة أربعة أسابيع في غرفة خاصة – كاميناس – التي كانت تستخدم للطهي. تختلف تقنيات التدخين والتجفيف وإعداد اللحوم الأخرى في مناطق ليتوانيا.

## الأسماك
تعد الأسماك، باستثناء الرنجة، أكثر أنواع الأسماك شعبية في ليتوانيا. الأسماك مثل الكراكي والقشر البياض أو الفرخ تطبخ بالكامل أو تكون محشوة. تُقدّم الرنجة مخللة أو مخبوزة أو مقلية أو تُستخدم في الأسبك. منذ القرن التاسع عشر، جُلبت الرنجة إلى ليتوانيا من النرويج، من ستافانغر. كما أن السلمون ‏ هو طبق شائع يقدم غالبًا مع صلصة الكريمة والخضروات والأرز. قبل بناء السدود بعد الاحتلال السوفياتي، كان السلمون من الأسماك الوفيرة في أنهار ليتوانيا.

## منتجات الألبان
تشتهر ليتوانيا بمنتجات الألبان عالية الجودة. تلعب منتجات الألبان دورًا مهمًا في المطبخ الليتواني؛ الكوارك (المشابه للجبن القريش) قد يكون حلوًا أو حامضًا أو متبلاً بالكمون أو طازجًا أو مفرومًا حتى يصبح شبه طري. يعتبر الزبدة والقشدة الليتوانية غنية بشكل غير عادي. تعتبر القشدة الحامضة جزءًا بارزًا في المطبخ الليتواني، حيث يتم تناولها مع كل شيء - اللحوم والأسماك والفطائر والحساء والحلويات والسلطات، وغيرها. سجلت القشدة الحامضة Žemaitiškas kastinys في الاتحاد الأوروبي والمملكة المتحدة منتجاً تقليدياً مضموناً (TSG).

### الجبن
يُسجل الجبن التقليدي الليتواني "Lietuviškas varškės sūris" (جبن الكوارك) مؤشرٌ جغرافيٌ محميّ ‏ (PGI) في الاتحاد الأوروبي والمملكة المتحدة. الطريقة الأكثر شهرة لتناول الجبن الأبيض غير المخمر في ليتوانيا هي مع العسل الطازج؛ كما يمكن طهيه مع التوابل والاستمتاع به مع الشاي. يقدر المؤرخون الغذائيون أن جبن الكوارك كان معروفًا منذ 4-6 آلاف عام.
بدأ الليتوانيون في تخمير الجبن الصلب في حوالي القرن السادس عشر في منطقة ساموغيتيا، وكان هذا الجبن يُعرف في أنحاء ساموغيتيا باسم "الجبن الليتواني".
تاريخيًا، لم تكن هناك العديد من أنواع الجبن في ليتوانيا بسبب انخفاض مستويات عدم تحمل اللاكتوز. كانت منتجات الألبان عادة ما يتم استهلاكها طازجة أو مخمرة قليلاً.

## المطبخ الإقليمي
تتكون ليتوانيا من خمس مناطق: ليتوانيا الصغرى (Mažoji Lietuva)، ساموغيتيا (Žemaitija)، أوكشتايتيا، سووالكيا، دزوكيا.
كانت ليتوانيا الصغرى مشهورة بأسماكها، خاصة الأسماك العذبة – حيث كانت تُدخن وتُملح وتُشوى وتُجفف. أفضل حساء الأسماك، الذي يشبه البويابيس، يحضر أيضًا في ليتوانيا الصغرى.
تشتهر ساموغيتيا بتنوعاتها الوفيرة من العصيدة، والكركند، وكاستينيس، وحساء الرنجة والبصل سيبولينِه.
تشتهر أوكشتايتيا بأطباق البطاطس وفيداراي؛ وأوكشتايتيا الشمالية تُعرف بأنها منطقة البيرة في ليتوانيا.
تشتهر سووالكيا بمنتجات اللحوم المدخنة عالية الجودة – حيث يتم استخدام أنواع متعددة من الأخشاب للحصول على نكهات خفيفة، ويتم تدخين بعض المنتجات لمدة تصل إلى شهر.
تُعرف دزوكيا، المنطقة الأكثر غابات في ليتوانيا، بأنها مشهورة بالفطر والتوت وأطباق الحنطة السوداء مثل كعكة الحنطة السوداء (غريكينِه بوبا) وحساء البوليطوس. لا يتم ممارسة تمليح اللحوم بالتدخين في دزوكيا. بدلاً من ذلك، يتم الاحتفاظ بأجزاء اللحم المملحة في محلول ملحي أو تعليقها وتجفيفها في الهواء.
تم استخدام أنواع مختلفة من الأخشاب لتدخين اللحوم - في ساموغيتيا وأوكشتايتيا، كان يتم استخدام خشب الشوح مع مزيج من العرعر، بينما في سووالكيا كان يُستخدم خشب الشوح فقط.

## هيكل الوجبة الرسمية
هيكل الوجبة الليتوانية في شكلها الكامل، يتم تقديمها عادة خلال الاحتفالات.
الطاولة الباردة
تقدم شرائح من اللحوم المدخنة، أنواع صغيرة من السلطات، والرنجة. تكون الوجبة عادة باردة، وليست دافئة. تقدم عدة أنواع من الأطباق الباردة للاختيار من بينها، وقد يصاحبها مشروب مقبلات مثل الخمور المرّة.
الحساء
يعد الحساء جزءًا مهمًا من المطبخ الليتواني. رغم أنه لا يحظى بالكثير من الاهتمام كطبق رئيسي، إلا أن هدفه هو أن يكون مريحًا ومنعشًا.
الطبق الرئيسي
يقدم الطبق الرئيسي دافئًا. قد يكون دجاجًا مشويًا، لحم بقري، أو نوعًا من الأطباق الرئيسية التي يفتخر المضيف بتقديمها للضيوف. تقدم البيرة أو النبيذ مع الطبق الرئيسي.
الحلوى
تقدم الحلوى بعد فترة من تقديم الطبق الرئيسي. قد تكون نوعًا من الكعك أو الجبن مع التوت أو المربى.
القهوة أو الشاي
قد تقدم القهوة أو الشاي مع الحلوى أو بشكل منفصل.
الهاضم
إذا كان الضيوف يقضون وقتًا على الطاولة في محادثات مثيرة، يقدم مشروب هاضم أو المزيد من القهوة أو الشاي.
يؤثر هيكل الوجبة اليومية أيضًا على الحياة القديمة في المزرعة أو القرية. كان يوم العمل العادي مقسمًا إلى ثلاثة أجزاء - العمل من الصباح الباكر حتى الإفطار (بوسريتشيا)، العمل قبل الإفطار والعشاء (بيتو)، والعمل بين العشاء ووجبة المساء (فاكارينِه). كان يُعتبر الإفطار الوجبة الأكثر إشباعًا، وكان العشاء يُعتبر وجبة أخف، وكانت وجبة المساء هي الأخف.
في الصيف، كان يوم العمل هو الأطول، حيث تقدم وجبة خفيفة قبل الإفطار (بريسبسريتشيا) ووجبة قبل العشاء ووجبة المساء - بافاكارياي. حتى اليوم، يتناول الليتوانيون إفطارًا غنيًا ووجبات مسائية خفيفة جدًا.